# Evania magrettii
Evania magrettii är en stekelart som beskrevs av August Schletterer 1889. Evania magrettii ingår i släktet Evania och familjen hungersteklar. Inga underarter finns listade i Catalogue of Life.